# 圣迪迪耶 (伊勒-维莱讷省)
圣迪迪耶（法語：Saint-Didier，法語發音：[sɛ̃ didje]）是法国伊勒-维莱讷省的一个市镇，位于该省中东部，属于富热尔-维特雷区。

## 地理
圣迪迪耶（48°5'41"N, 1°22'18"W）面积14.14 平方千米，位于法国布列塔尼大區伊勒-维莱讷省，该省份为法国西北部沿海省份，位于布列塔尼半岛东部，北濒大西洋，西接阿摩尔滨海省和莫尔比昂省，南至大西洋卢瓦尔省，西南端接曼恩-卢瓦尔省，东临马耶讷省，东北与芒什省接壤。
与圣迪迪耶接壤的市镇（或旧市镇、城区）包括：维莱讷河畔圣让、沙托布尔、科尔尼耶、多马涅、卢维涅德拜。

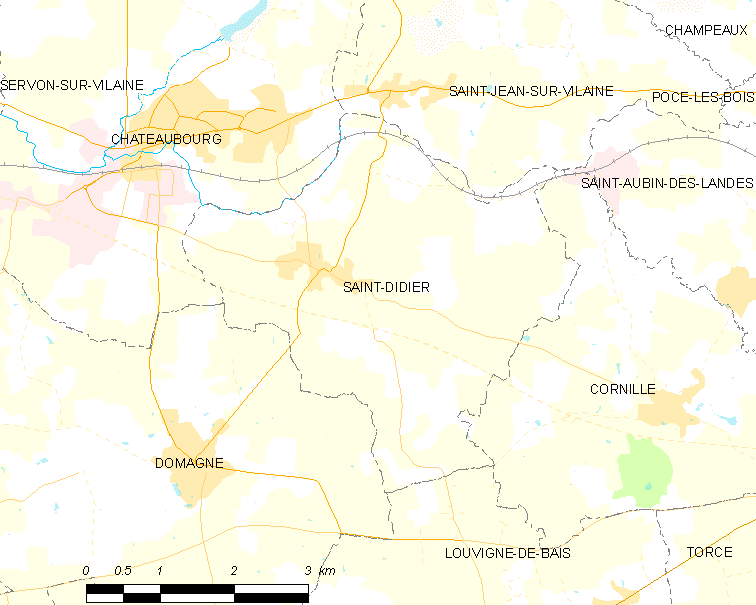
的OSM定位图

圣迪迪耶的时区为UTC+01:00、UTC+02:00（夏令时）。

## 行政
圣迪迪耶的邮政编码为35220，INSEE市镇编码为35264。

## 政治
圣迪迪耶所属的省级选区为沙托日龙县。

## 人口

1962-2008年间人口变化图示

圣迪迪耶于2022年1月1日时的人口数量为2030人。